# Lagoa Nova (ort)
Lagoa Nova är en ort i Brasilien.   Den ligger i kommunen Lagoa Nova och delstaten Rio Grande do Norte, i den östra delen av landet, 1 600 km nordost om huvudstaden Brasília. Lagoa Nova ligger 697 meter över havet och antalet invånare är 5 984.
Terrängen runt Lagoa Nova är kuperad åt sydväst, men åt nordost är den platt. Närmaste större samhälle är Currais Novos, 18,3 km söder om Lagoa Nova.
Omgivningarna runt Lagoa Nova är huvudsakligen savann. Runt Lagoa Nova är det ganska glesbefolkat, med 48 invånare per kvadratkilometer.